# Kompítsion
Kompítsion (Kompitsi) är en ort i Grekland.   Den ligger i prefekturen Nomós Kerkýras och regionen Joniska öarna, i den västra delen av landet, 400 km nordväst om huvudstaden Aten. Kompítsion ligger 59 meter över havet och antalet invånare är 733. Den ligger på ön Korfu.
Terrängen runt Kompítsion är platt norrut, men söderut är den kuperad. Havet är nära Kompítsion åt nordost. Närmaste större samhälle är Korfu, 4,8 km öster om Kompítsion. 